# シングルズ 1969-1981
| 専門評論家によるレビュー | 専門評論家によるレビュー |
| レビュー・スコア         | レビュー・スコア         |
| 出典                     | 評価                     |
| ------------------------ | ------------------------ |
| AllMusic                 | [ 1 ]                    |

「シングルズ1969–1981」は、2000年にリチャード・カーペンターによりリリースされたカーペンターズの楽曲を集めた作品である。このコンピレーション・アルバムには、「For All We Know（Reprise）」と呼ばれる、リリースされたことのないトラックがある。マルチチャンネルの曲を含むマスタリングとトラックリストが異なるSACDハイブリッド版も同名で作られた。 2016年6月、このアルバムは英国で10万枚の売り上げでゴールド認定を受けた。

## 曲リスト
CD版：
1. 「ふたりの誓い （カーペンターズより） - 2:32
2. 「 I BelieveYou 」 （ メイド・イン・アメリカより） – 3:54
3. 「小さな愛の願い（ア・ソング・フォー・ユーより） - 2:59
4. 「愛のプレリュード」 （遥かなる影より） – 3:04
5. 「遠い想い出」 （ メイド・イン・アメリカより） – 4:12
6. 「スーパースター」 （カーペンターズより） – 3:46
7. 「雨の日と月曜日」 （カーペンターズより） – 3:33
8. 「愛にさよならを」 （ア・ソング・フォー・ユーより） – 3:55
9. 「ふたりのラヴ・ソング」 （パッセージより） – 3:46
10. 「トップ・オブ・ザ・ワールド」 （ア・ソング・フォー・ユーより） – 2:58
11. 「オンリー・イエスタデイ」 （ 緑の地平線〜ホライゾンより） – 3:47
12. 「涙の乗車券」 （涙の乗車券より） – 4:09
13. 「ハーティング・イーチ・アザー」 （ア・ソング・フォー・ユーより） – 2:47
14. 「イエスタデイ・ワンス・モア」 （ナウ・アンド・ゼンより） – 3:57
15. 「シング」 （ナウ・アンド・ゼンより） – 3:18
16. 「タッチ・ミー」 （ メイド・イン・アメリカより） – 3:20
17. 「プリーズ・ミスター・ポストマン」 （緑の地平線〜ホライゾンより） – 2:47
18. 「青春の輝き（見つめあう恋より） - 3:49
19. 「愛は夢の中に」 （ア・ソング・フォー・ユーより） – 4:29
20. 「 遥かなる影」 （遥かなる影より） – 3:40
21. 「ふたりの誓い」（リプライズ） （テレビスペシャル トム・ジョーンズロンドンブリッジ・スペシャル[2]） – 0:46

SACDハイブリッド版：
1. 「イエスタデイ・ワンス・モア」 （ナウ・アンド・ゼンより）
2. 「愛のプレリュード」 （遥かなる影より）
3. 「スーパースター」 （カーペンターズより）
4. 「雨の日と月曜日」 （カーペンターズより）
5. 「愛にさよなら」 （ ア・ソング・フォー・ユーより）
6. 「 I Believe You 」 （ メイド・イン・アメリカより）
7. 「小さな愛の願い」 （ア・ソング・フォー・ユーより）
8. 「マスカレード」 （ ナウ・アンド・ゼンより）
9. 「涙の乗車券」 （涙の乗車券より）
10. 「トップ・オブ・ザ・ワールド」 （ア・ソング・フォー・ユーより）
11. 「オンリー・イエスタデイ」 （緑の地平線〜ホライゾンよより）
12. 「ハーティング・イーチ・アザー」 （ア・ソング・フォー・ユーより）
13. 「プリーズ・ミスター・ポストマン」 （緑の地平線〜ホライゾンより）
14. 「メリー・クリスマス・ダーリン」 （クリスマスポートレイトより）
15. 「シング」 （ ナウ・アンド・ゼンより）
16. 「動物と子供達の詩」 （ア・ソング・フォー・ユーより）
17. 「愛は夢の中に（ア・ソング・フォー・ユーより）」
18. 「タッチ・ミー」 （ メイド・イン・アメリカより）
19. 「ふたりの誓い」 （カーペンターズより）
20. 「 遥かなる影」 （遥かなる影より）
21. 「星空への旅立ち (コーリング・オキュパンツ)」 （パッセージより）

## 制作スタッフ
- バーニー・グランドマン – スタジオ、「バーニー・グランドマン・マスタリング」でのCDおよびSACDマスタリング

## チャート
| チャート (2000–16)    | ピーク時の順位 |
| --------------------- | -------------- |
| オーストラリア (ARIA) | 19             |
| UK アルバムズ (OCC)   | 65             |
| US Billboard 200      | 45             |